# Zmarzły Staw Gąsienicowy
Der Zmarzły Staw Gąsienicowy in Polen ist ein Gletschersee in der östlichen Dolina Gąsienicowa in der Hohen Tatra. Er befindet sich in der Gemeinde Zakopane. Ein markierter Wanderweg führt zum See. Das Wasser des Sees fließt größtenteils unterirdisch über den Czarny Potok Gąsienicowy ab. 